# Cestrum petiolare
Cestrum petiolare är en potatisväxtart som beskrevs av Carl Sigismund Kunth. Cestrum petiolare ingår i släktet Cestrum och familjen potatisväxter. Inga underarter finns listade i Catalogue of Life.